# Turn Back
Albums de Toto
Hydra
(1979) Toto IV
(1982)
Turn Back est le troisième album du groupe de rock américain Toto, enregistré et sorti en 1981. Après le succès du premier album Toto grâce au single Hold the Line, sorti en 1978, le groupe sort deux albums presque consécutivement : Hydra en 1979 et Turn Back. Ces deux disques ne vont pas procurer un franc succès aux États-Unis et en Europe mais vont plutôt conquérir le public japonais.
Turn Back est un album plus rock que pop et propose huit titres. Trois singles en sortiront: Goodbye Eleonore, If It's the Last Night et Live for Today.

## Titres
| No | Titre                             | Auteur                                      | Durée |
| -- | --------------------------------- | ------------------------------------------- | ----- |
| 1. | Gift with a Golden Gun            | David Paich, Bobby Kimball                  | 4:00  |
| 2. | English Eyes                      | Paich, Kimball, Jeff Porcaro, Steve Porcaro | 6:11  |
| 3. | Live for Today                    | Steve Lukather                              | 4:00  |
| 4. | A Million Miles Away              | Paich                                       | 4:26  |
| 5. | Goodbye Elenore                   | Paich                                       | 4:52  |
| 6. | I Think I Could Stand You Forever | Paich                                       | 5:25  |
| 7. | Turn Back                         | Kimball, Lukather                           | 3:58  |
| 8. | If It's the Last Night            | Paich                                       | 4:28  |

## Musiciens
- Steve Lukather : guitares, chant sur Live for Today, I Think I Could Stand You et If It's the Last Night
- Bobby Kimball : chant sur Gift with a Golden Gun, English Eyes, A Million Miles Away, Goodbye Elenore et Turn Back
- David Paich : claviers, chant
- Jeff Porcaro : batterie, percussions
- Steve Porcaro : claviers
- David Hungate : basse